# Памятник защитникам Лигово
Памятник защитникам Лигово установлен в честь жителей посёлка Старо-Паново, сражавшихся на защите линии обороны Лигово и погибших на нём в годы блокады и Великой Отечественной войны.
В период блокады по территории Старо-Паново шёл рубеж обороны Ленинграда, эта территория находилась на стыке с силами противника и несколько раз переходила из рук в руки. Летом 1942 года на этом участке была проведена операция, задачей которой был прорыв блокады Ленинграда, но войскам не удалось добиться успеха. В ходе боёв сама деревня Старо-Паново была полностью уничтожена и выжжена.
Памятник находится на Таллинском шоссе около дома номер 85, поблизости от деревни Старо-Паново.
Памятник был открыт 9 мая 2005 года к шестидесятилетнему юбилею победы в Великой Отечественной войне. 
Инициатива установки памятника погибших защитникам этого рубежа принадлежала местным жителям.
В памятные даты у памятника проводятся торжественно-траурные митинги, к памятнику возлагаются цветы.

## Описание памятника
Памятник представляет собой символическую могилу в честь погибших жителей располагавшейся здесь деревни. В ходе боев не уцелело ни одной могилы жителей деревни и защищавших её бойцов, все они были захоронены в общих рвах без указания конкретных мест захоронения.
Внешне памятник выглядит как две могилы, на каждой из которых вместо надгробия с именем стоит обелиск с датой — на одной с годом начала войны, на другой с годом окончания. Между ними расположена плита, на которую нанесено изображение Вечного огня. Над плитами, опираясь на них, лежит ещё одна плита, на которой высечен текст:
«Защитникам и павшим в боях за освобождение Лигово — Старо-Паново. Вечная им память»